# Fresh Off the Boat/Episodenliste
Diese Episodenliste enthält alle Episoden der US-amerikanischen Sitcom Fresh Off the Boat, sortiert nach der US-amerikanischen Erstausstrahlung. Zwischen 2015 und 2020 entstanden in sechs Staffeln insgesamt 116 Episoden mit einer Länge von jeweils etwa 22 Minuten.

## Übersicht
| Staffel | Episodenanzahl | Erstausstrahlung USA | Erstausstrahlung USA | Deutschsprachige Erstausstrahlung | Deutschsprachige Erstausstrahlung |
| Staffel | Episodenanzahl | Staffelpremiere      | Staffelfinale        | Staffelpremiere                   | Staffelfinale                     |
| ------- | -------------- | -------------------- | -------------------- | --------------------------------- | --------------------------------- |
| 1       | 13             | 4. Februar 2015      | 21. April 2015       | 1. Juni 2016                      | 6. Juli 2016                      |
| 2       | 24             | 22. September 2015   | 24. Mai 2016         | 13. Juli 2016                     | 28. September 2016                |
| 3       | 23             | 11. Oktober 2016     | 16. Mai 2017         | 26. April 2017                    | 5. Juli 2017                      |
| 4       | 19             | 3. Oktober 2017      | 20. März 2018        | 4. April 2018                     | 6. Juni 2018                      |
| 5       | 22             | 5. Oktober 2018      | 12. April 2019       | 14. August 2019                   | 30. August 2019                   |
| 6       | 15             | 27. September 2019   | 21. Februar 2020     | 26. Februar 2020                  |                                   |

## Staffel 1
Die Erstausstrahlung der ersten Staffel war vom 4. Februar bis zum 21. April 2015 auf dem US-amerikanischen Fernsehsender ABC zu sehen. Die deutschsprachige Erstausstrahlung sendete der deutsche Pay-TV-Sender ProSieben Fun vom 1. Juni bis zum 6. Juli 2016.
| Nr. (ges.) | Nr. (St.) | Deutscher Titel            | Originaltitel                       | Erstausstrahlung USA | Deutschsprachige Erstausstrahlung (D) | Regie           | Drehbuch                      | Zuschauer (USA) |
| ---------- | --------- | -------------------------- | ----------------------------------- | -------------------- | ------------------------------------- | --------------- | ----------------------------- | --------------- |
| 1          | 1         | Wir sind die Huangs        | Pilot                               | 4. Feb. 2015         | 1. Juni 2016                          | Lynn Shelton    | Nahnatchka Khan               | 7,94 Mio.       |
| 2          | 2         | Chinesen lernen besser     | Home Sweet Home-School              | 4. Feb. 2015         | 1. Juni 2016                          | Max Winkler     | Kourtney Kang                 | 7,47 Mio.       |
| 3          | 3         | Eddie und die Frauen       | The Shunning                        | 10. Feb. 2015        | 8. Juni 2016                          | Jake Kasdan     | Nahnatchka Khan               | 6,05 Mio.       |
| 4          | 4         | Die Dauerwelle des Erfolgs | Success Perm                        | 10. Feb. 2015        | 8. Juni 2016                          | Gail Mancuso    | Rich Blomquist                | 5,86 Mio.       |
| 5          | 5         | Vorsicht, Risiko!          | Persistent Romeo                    | 17. Feb. 2015        | 15. Juni 2016                         | Lynn Shelton    | Sanjay Shah                   | 6,17 Mio.       |
| 6          | 6         | Klima gratis               | Fajita Man                          | 24. Feb. 2015        | 15. Juni 2016                         | Matt Sohn       | Matt Kuhn                     | 5,75 Mio.       |
| 7          | 7         | Alles nur geklaut          | Showdown At The Golden Saddle       | 3. März 2015         | 22. Juni 2016                         | Lynn Shelton    | Keith Heisler                 | 6,02 Mio.       |
| 8          | 8         | Der Traum aller Mütter     | Phillip Goldstein                   | 10. März 2015        | 22. Juni 2016                         | Phil Traill     | Jeff Chiang & Eric Ziobrowski | 5,08 Mio.       |
| 9          | 9         | Unter Rebellen             | License To Sell                     | 24. März 2015        | 29. Juni 2016                         | Alisa Statman   | Camilla Blackett              | 4,92 Mio.       |
| 10         | 10        | Der blinde Fleck           | Blind Spot                          | 31. März 2015        | 29. Juni 2016                         | Claire Scanlon  | David Smithyman               | 4,83 Mio.       |
| 11         | 11        | Die verdammte Vier         | Very Superstitious                  | 7. Apr. 2015         | 6. Juli 2016                          | Alex Hardcastle | Ali Wong                      | 4,85 Mio.       |
| 12         | 12        | Reinste Zeitverschwendung  | Dribbling Tiger, Bounce Pass Dragon | 14. Apr. 2015        | 6. Juli 2016                          | Robert Cohen    | Rich Blomquist                | 4,76 Mio.       |
| 13         | 13        | Endlich eingelebt          | So Chineez                          | 21. Apr. 2015        | 6. Juli 2016                          | Chris Koch      | Sanjay Shah                   | 5,08 Mio.       |

## Staffel 2
Die Erstausstrahlung der zweiten Staffel war vom 22. September 2015 bis zum 24. Mai 2016 auf dem US-amerikanischen Fernsehsender ABC zu sehen. Die deutschsprachige Erstausstrahlung sendete der deutsche Pay-TV-Sender ProSieben Fun vom 13. Juli bis zum 28. September 2016.
| Nr. (ges.) | Nr. (St.) | Deutscher Titel              | Originaltitel              | Erstausstrahlung USA | Deutschsprachige Erstausstrahlung (D) | Regie             | Drehbuch         | Zuschauer (USA) |
| ---------- | --------- | ---------------------------- | -------------------------- | -------------------- | ------------------------------------- | ----------------- | ---------------- | --------------- |
| 14         | 1         | Wir halten nichts von Urlaub | Family Business Trip       | 22. Sep. 2015        | 13. Juli 2016                         | Lynn Shelton      | Nahnatchka Khan  | 6,05 Mio.       |
| 15         | 2         | Schachmatt                   | Boy II Man                 | 29. Sep. 2015        | 13. Juli 2016                         | Claire Scanlon    | Matt Kuhn        | 4,37 Mio.       |
| 16         | 3         | Hochzeitstag im Autohaus     | Shaquille O’Neal Motors    | 6. Okt. 2015         | 20. Juli 2016                         | Lynn Shelton      | Keith Heisler    | 4,85 Mio.       |
| 17         | 4         | Der Herbstball               | The Fall Ball              | 13. Okt. 2015        | 20. Juli 2016                         | Tristram Shapeero | Jeff Chiang      | 3,96 Mio.       |
| 18         | 5         | Tote Hose an Halloween       | Miracle on Dead Street     | 27. Okt. 2015        | 27. Juli 2016                         | Bill Purple       | Eric Ziobrowski  | 4,07 Mio.       |
| 19         | 6         | Die Liebeswelle              | Good Morning Orlando       | 3. Nov. 2015         | 27. Juli 2016                         | Phil Traill       | Camilla Blackett | 4,45 Mio.       |
| 20         | 7         | Nudeln und Regeln            | The Big 1–2                | 10. Nov. 2015        | 3. Aug. 2016                          | Lynn Shelton      | Rachna Fruchbom  | 3,77 Mio.       |
| 21         | 8         | Huangsgiving                 | Huangsgiving               | 17. Nov. 2015        | 3. Aug. 2016                          | Gail Mancuso      | David Smithyman  | 3,90 Mio.       |
| 22         | 9         | Das beste Geschenk der Welt  | We Done Son                | 1. Dez. 2015         | 10. Aug. 2016                         | Bill Purple       | Ali Wong         | 3,66 Mio.       |
| 23         | 10        | Lao Ban Santa                | The Real Santa             | 8. Dez. 2015         | 10. Aug. 2016                         | Henry Chan        | Kourtney Kang    | 3,94 Mio.       |
| 24         | 11        | Die roten Umschläge          | Year of the Rat            | 2. Feb. 2016         | 17. Aug. 2016                         | Ken Whittingham   | Sheng Wang       | 5,19 Mio.       |
| 25         | 12        | Seid doch mal romantisch!    | Love and Loopholes         | 9. Feb. 2016         | 17. Aug. 2016                         | Phil Traill       | Jeff Chiang      | 4,23 Mio.       |
| 26         | 13        | Das Nixtape                  | Phil’s Phaves              | 16. Feb. 2016        | 24. Aug. 2016                         | Alisa Statman     | Rich Blomquist   | 4,64 Mio.       |
| 27         | 14        | Tennisfieber                 | Michael Chang Fever        | 23. Feb. 2016        | 24. Aug. 2016                         | Bill Purple       | Sanjay Shah      | 4,59 Mio.       |
| 28         | 15        | Wir waren alle mal verknallt | Keep ’Em Separated         | 8. März 2016         | 31. Aug. 2016                         | Jude Weng         | Matt Kuhn        | 4,94 Mio.       |
| 29         | 16        | Die Zwei-Minuten-Show        | Tight Two                  | 15. März 2016        | 31. Aug. 2016                         | Lynn Shelton      | Keith Heisler    | 4,09 Mio.       |
| 30         | 17        | Der goldene Suppentopf       | Doing it Right             | 22. März 2016        | 7. Sep. 2016                          | Christine Gernon  | Eric Ziobrowski  | 4,62 Mio.       |
| 31         | 18        | Läuse für alle               | Week in Review             | 29. März 2016        | 7. Sep. 2016                          | Claire Scanlon    | Kourtney Kang    | 4,63 Mio.       |
| 32         | 19        | Jessica Place                | Jessica Place              | 5. Apr. 2016         | 14. Sep. 2016                         | Sean Kavanagh     | Abbey Caldwell   | 4,23 Mio.       |
| 33         | 20        | Die Namens-Lotterie          | Hi, My Name Is...          | 26. Apr. 2016        | 14. Sep. 2016                         | Bill Purple       | Rachna Fruchbom  | 4,70 Mio.       |
| 34         | 21        | Mietnomaden                  | Rent Day                   | 3. Mai 2016          | 21. Sep. 2016                         | Jude Weng         | Camilla Blackett | 4,29 Mio.       |
| 35         | 22        | Mom ist nicht lustig         | Gotta Be Me                | 10. Mai 2016         | 21. Sep. 2016                         | Ken Whittingham   | David Smithyman  | 3,91 Mio.       |
| 36         | 23        | Die chinesische Freundin     | The Manchurian Dinner Date | 17. Mai 2016         | 28. Sep. 2016                         | Nahnatchka Khan   | Rich Blomquist   | 4,23 Mio.       |
| 37         | 24        | Ausgeladen                   | Bring the Pain             | 24. Mai 2016         | 28. Sep. 2016                         | Bill Purple       | Sanjay Shah      | 4,88 Mio.       |

## Staffel 3
Die Erstausstrahlung der dritten Staffel war vom 11. Oktober 2016 bis zum 16. Mai 2017 auf dem US-amerikanischen Fernsehsender ABC zu sehen. Die deutschsprachige Erstausstrahlung sendete der deutsche Pay-TV-Sender ProSieben Fun vom 26. April bis zum 5. Juli 2017.
| Nr. (ges.) | Nr. (St.) | Deutscher Titel                       | Originaltitel                | Erstausstrahlung USA | Deutschsprachige Erstausstrahlung (D) | Regie           | Drehbuch                     | Zuschauer (USA) |
| ---------- | --------- | ------------------------------------- | ---------------------------- | -------------------- | ------------------------------------- | --------------- | ---------------------------- | --------------- |
| 38         | 1         | Heimweh nach Orlando                  | Coming from America          | 11. Okt. 2016        | 26. Apr. 2017                         | Nahnatchka Khan | Nahnatchka Khan              | 5,03 Mio.       |
| 39         | 2         | Der Ernst des Lebens                  | Breaking Chains              | 18. Okt. 2016        | 26. Apr. 2017                         | Jude Weng       | Kourtney Kang                | 4,10 Mio.       |
| 40         | 3         | Das schlimmste Halloween aller Zeiten | Louisween                    | 25. Okt. 2016        | 3. Mai 2017                           | Lynn Shelton    | Matt Kuhn                    | 3,98 Mio.       |
| 41         | 4         | Wahlen ohne Wähler                    | Citizen Jessica              | 1. Nov. 2016         | 3. Mai 2017                           | Claire Scanlon  | Sanjay Shah                  | 3,51 Mio.       |
| 42         | 5         | Die Truthahn-Verlosung                | No Thanks-giving             | 15. Nov. 2016        | 10. Mai 2017                          | Alisa Statman   | Keith Heisler                | 4,28 Mio.       |
| 43         | 6         | Kirche oder Supermarkt?               | WWJD: What Would Jessica Do? | 22. Nov. 2016        | 10. Mai 2017                          | Lynn Shelton    | Nahnatchka Khan              | 4,20 Mio.       |
| 44         | 7         | Montagues und Capulets                | The Taming of the Dads       | 6. Dez. 2016         | 17. Mai 2017                          | Sean Kavanaugh  | Rich Blomquist               | 3,88 Mio.       |
| 45         | 8         | Die Murmelfalle                       | Where are the Giggles?       | 13. Dez. 2016        | 17. Mai 2017                          | Chris Koch      | Jeff Chiang                  | 3,86 Mio.       |
| 46         | 9         | Es war Oktopus!                       | How to be an American        | 3. Jan. 2017         | 24. Mai 2017                          | Chris Koch      | Nahnatchka Khan              | 4,37 Mio.       |
| 47         | 10        | Einfach vergessen …                   | The Best of Orleans          | 17. Jan. 2017        | 24. Mai 2017                          | Phil Traill     | Eric Ziobrowski              | 3,91 Mio.       |
| 48         | 11        | Neujahr ohne Sünden                   | Clean Slate                  | 18. Jan. 2017        | 31. Mai 2017                          | Bill Purple     | David Smithyman              | 5,50 Mio.       |
| 49         | 12        | Hobbies? Nein, danke!                 | Sisters Without Subtext      | 7. Feb. 2017         | 31. Mai 2017                          | Jude Weng       | Rachna Fruchbom              | 3,82 Mio.       |
| 50         | 13        | Vorsicht, Nachbarn!                   | Neighbors with Attitude      | 14. Feb. 2017        | 7. Juni 2017                          | Bill Purple     | Abbey Caldwell               | 3,66 Mio.       |
| 51         | 14        | Zum Teufel mit der Ex!                | The Gloves Are Off           | 21. Feb. 2017        | 7. Juni 2017                          | Fred Savage     | Sheng Wang                   | 3,85 Mio.       |
| 52         | 15        | Die Rolle seines Lebens               | Living While Eddie           | 28. Feb. 2017        | 14. Juni 2017                         | Jeffrey Walker  | Rich Blomquist               | 4,13 Mio.       |
| 53         | 16        | Laber-Louis                           | Gabby Goose                  | 7. März 2017         | 14. Juni 2017                         | Alisa Statman   | Jeff Chiang                  | 3,69 Mio.       |
| 54         | 17        | Fünf Mann, ein Bier                   | The Flush                    | 14. März 2017        | 21. Juni 2017                         | Kevin Bray      | Keith Heisler                | 3,37 Mio.       |
| 55         | 18        | Saurons Auge                          | Time to Get Ill              | 4. Apr. 2017         | 21. Juni 2017                         | Chris Addison   | Eric Ziobrowski              | 3,82 Mio.       |
| 56         | 19        | Grandma haut ab                       | Driving Miss Jenny           | 11. Apr. 2017        | 28. Juni 2017                         | Geeta Patel     | Laura McCreary               | 3,71 Mio.       |
| 57         | 20        | Das Geheimnis von Tiger Woods         | The Masters                  | 18. Apr. 2017        | 28. Juni 2017                         | Phil Traill     | Rachna Fruchbom              | 3,72 Mio.       |
| 58         | 21        | Die Reklamationskönigin               | Pie vs. Cake                 | 2. Mai 2017          | 5. Juli 2017                          | Nisha Ganatra   | Daniel Carter & Jeff Chlebus | 3,33 Mio.       |
| 59         | 22        | Der amerikanische Traum               | This Is Us                   | 9. Mai 2017          | 5. Juli 2017                          | Claire Scanlon  | Sanjay Shah                  | 3,43 Mio.       |
| 60         | 23        | Home Sweet Home                       | This Isn’t Us                | 16. Mai 2017         | 5. Juli 2017                          | Bill Purple     | Matt Kuhn                    | 3,55 Mio.       |

## Staffel 4
Die Erstausstrahlung der vierten Staffel war vom 3. Oktober 2017 bis zum 20. März 2018 auf dem US-amerikanischen Fernsehsender ABC zu sehen. Die deutschsprachige Erstausstrahlung sendete der deutsche Pay-TV-Sender ProSieben Fun vom 4. April bis zum 6. Juni 2018.
| Nr. (ges.) | Nr. (St.) | Deutscher Titel                   | Originaltitel                       | Erstausstrahlung USA | Deutschsprachige Erstausstrahlung (D) | Regie             | Drehbuch                 | Zuschauer (USA) |
| ---------- | --------- | --------------------------------- | ----------------------------------- | -------------------- | ------------------------------------- | ----------------- | ------------------------ | --------------- |
| 61         | 1         | Hotel Honey                       | B as in Best Friends                | 3. Okt. 2017         | 4. Apr. 2018                          | Bill Purple       | David Smithyman          | 4,51 Mio.       |
| 62         | 2         | Das Jahr des Ochsen               | First Day                           | 10. Okt. 2017        | 4. Apr. 2018                          | Alisa Statman     | Laura McCreary           | 4,08 Mio.       |
| 63         | 3         | Bloß kein Kind!                   | Kids                                | 17. Okt. 2017        | 11. Apr. 2018                         | Erin O’Malley     | Jeff Chiang              | 3,93 Mio.       |
| 64         | 4         | Ein mutiger Kürbis                | It’s a Plastic Pumpkin, Louis Huang | 24. Okt. 2017        | 11. Apr. 2018                         | Alisa Statman     | Sanjay Shah              | 4,16 Mio.       |
| 65         | 5         | Eine Hochzeit und vier Todesfälle | Four Funerals and a Wedding         | 31. Okt. 2017        | 18. Apr. 2018                         | Lynn Shelton      | Rachna Fruchbom          | 3,53 Mio.       |
| 66         | 6         | Bitte nur Softball!               | A League of Her Own                 | 7. Nov. 2017         | 18. Apr. 2018                         | Jay Chandrasekhar | Amelie Gillette          | 3,66 Mio.       |
| 67         | 7         | Messer oder Ballon?               | The Day After Thanksgiving          | 14. Nov. 2017        | 25. Apr. 2018                         | Sean Kavanagh     | Keith Heisler            | 3,89 Mio.       |
| 68         | 8         | Jessicas Krimi                    | The Vouch                           | 21. Nov. 2017        | 25. Apr. 2018                         | Josh Greenbaum    | Eric Ziobrowski          | 4,29 Mio.       |
| 69         | 9         | Brave Jungs                       | Slide Effect                        | 5. Dez. 2017         | 2. Mai 2018                           | Sasie Sealy       | Erica Oyama              | 3,76 Mio.       |
| 70         | 10        | Misstöne                          | Do You Hear What I Hear?            | 12. Dez. 2017        | 2. Mai 2018                           | Sasie Sealy       | Matt Kuhn                | 3,91 Mio.       |
| 71         | 11        | Mütter wissen’s besser            | Big Baby                            | 2. Jan. 2018         | 9. Mai 2018                           | Jude Weng         | Sheng Wang               | 4,23 Mio.       |
| 72         | 12        | Zu gut für diese Welt             | Islands: Part One                   | 9. Jan. 2018         | 9. Mai 2018                           | Kevin Bray        | Abby Caldwell            | 3,64 Mio.       |
| 73         | 13        | Das verflixte fünfzehnte Jahr     | The Car Wash                        | 16. Jan. 2018        | 16. Mai 2018                          | Amy York Rubin    | Cindy Fang               | 3,91 Mio.       |
| 74         | 14        | Von Mann zu Mann                  | A Man to Share the Night With       | 30. Jan. 2018        | 16. Mai 2018                          | David Smithyman   | Angela Tortu             | 4,05 Mio.       |
| 75         | 15        | Der Schüler des Monats            | We Need to Talk About Evan          | 30. Jan. 2018        | 23. Mai 2018                          | Anya Adams        | Joshua Kirby & Jon Veles | 3,46 Mio.       |
| 76         | 16        | Neujahrswunder auf Chinesisch     | Ride The Tiger                      | 6. Feb. 2018         | 23. Mai 2018                          | Bill Purple       | Jeff Chiang              | 3,79 Mio.       |
| 77         | 17        | Echte Action                      | Let Me Go, Bro                      | 27. Feb. 2018        | 30. Mai 2018                          | Erin O’Malley     | Laura McCreary           | 3,29 Mio.       |
| 78         | 18        | Yin und Yang                      | Measure Twice, Cut Once             | 13. März 2018        | 30. Mai 2018                          | Sean Kavanagh     | Keith Heisler            | 3,07 Mio.       |
| 79         | 19        | Gruseliger als Stephen King       | King in the North                   | 20. März 2018        | 6. Juni 2018                          | Erin O’Malley     | Matt Kuhn                | 3,61 Mio.       |

## Staffel 5
Die Erstausstrahlung der fünften Staffel war vom 5. Oktober 2018 bis zum 12. April 2019 auf dem US-amerikanischen Fernsehsender ABC zu sehen. Die deutschsprachige Erstausstrahlung der ersten drei Folgen sendete der deutsche Pay-TV-Sender ProSieben Fun am 14. August 2019. Die restlichen Folgen wurden vom 19. bis 30. August 2019 beim deutschen Free-TV-Sender ProSieben erstausgestrahlt.
| Nr. (ges.) | Nr. (St.) | Deutscher Titel                | Originaltitel                      | Erstausstrahlung USA | Deutschsprachige Erstausstrahlung (D) | Regie              | Drehbuch               | Zuschauer (USA) |
| ---------- | --------- | ------------------------------ | ---------------------------------- | -------------------- | ------------------------------------- | ------------------ | ---------------------- | --------------- |
| 80         | 1         | Die letzte Saturn-Sitzung      | Fresh of the RV                    | 5. Okt. 2018         | 14. Aug. 2019                         | Anya Adams         | Matt Kuhn              | 2,85 Mio.       |
| 81         | 2         | Vier Wochen sitzen             | The Hand that Sits the Cradle      | 12. Okt. 2018        | 14. Aug. 2019                         | Michael Spiller    | Amelie Gillette        | 2,69 Mio.       |
| 82         | 3         | Die Halloween-Matratze         | Working the ’Ween                  | 19. Okt. 2018        | 14. Aug. 2019                         | Jay Chandrasekhar  | Laura McCreary         | 2,87 Mio.       |
| 83         | 4         | Chinese am Steuer              | Driver’s Eddie                     | 2. Nov. 2018         | 19. Aug. 2019                         | Anya Adams         | Keith Heisler          | 2,87 Mio.       |
| 84         | 5         | Der Volkszählungs-Trick        | Mo’ Chinese Mo’ Problems           | 9. Nov. 2018         | 20. Aug. 2019                         | Claire Scanlon     | Jeff Chiang            | 3,05 Mio.       |
| 85         | 6         | Irische Zwillinge              | Sub Standard                       | 16. Nov. 2018        | 20. Aug. 2019                         | Angela Tortu       | Eric Ziobrowski        | 3,47 Mio.       |
| 86         | 7         | Wo sind all die Cowboys hin?   | Where Have All the Cattlemen Gone? | 7. Dez. 2018         | 21. Aug. 2019                         | Josh Greenbaum     | Erica Oyama            | 2,78 Mio.       |
| 87         | 8         | Keine Feiertage in New York    | Cousin Eddie                       | 14. Dez. 2018        | 21. Aug. 2019                         | Sean Kavanagh      | Rachna Fruchbom        | 2,92 Mio.       |
| 88         | 9         | Pinguinkuscheln!               | Just the Two of Us                 | 4. Jan. 2019         | 22. Aug. 2019                         | Angela Tortu       | Teresa Hsiao           | 3,25 Mio.       |
| 89         | 10        | Mamas kleiner Junge            | You’ve Got a Girlfriend            | 11. Jan. 2019        | 22. Aug. 2019                         | Alisa Statman      | Abbey Caldwell         | 3,18 Mio.       |
| 90         | 11        | Eddie und der Lappen           | Driver’s Eddie 2: Orlando Drift    | 18. Jan. 2019        | 23. Aug. 2019                         | Anya Adams         | Josh Kirby & Jon Veles | 3,40 Mio.       |
| 91         | 12        | Der Cha-Cha-King wird 40       | Legends of the Fortieth            | 25. Jan. 2019        | 23. Aug. 2019                         | Josh Greenbaum     | Eric Ziobrowski        | 3,36 Mio.       |
| 92         | 13        | Das Auge des Fischs            | Grand-Mahjong                      | 1. Feb. 2019         | 26. Aug. 2019                         | Kyle Weber         | Cindy Fang             | 3,30 Mio.       |
| 93         | 14        | Die heimliche Verehrerin       | Cupid’s Crossbow                   | 15. Feb. 2019        | 26. Aug. 2019                         | Phil Traill        | Cory Caplan            | 3,12 Mio.       |
| 94         | 15        | Die perfekte Niederlage        | Be a Man                           | 22. Feb. 2019        | 27. Aug. 2019                         | Alisa Statman      | Laura McCreary         | 3,06 Mio.       |
| 95         | 16        | Rothaarige Huangs, wir kommen! | Trentina                           | 1. März 2019         | 27. Aug. 2019                         | Sean Kavanagh      | Jaime Block            | 2,93 Mio.       |
| 96         | 17        | Mister Volleyball              | These Boots Are Made for Walkin’   | 8. März 2019         | 28. Aug. 2019                         | Amy York Rubin     | David Smithyman        | 3,09 Mio.       |
| 97         | 18        | Ruhestand macht dumm           | Rancho Contento                    | 15. März 2019        | 28. Aug. 2019                         | Jude Weng          | Amelie Gillette        | 2,94 Mio.       |
| 98         | 19        | Vize-Mommy                     | Vice Mommy                         | 22. März 2019        | 29. Aug. 2019                         | Amy York Rubin     | Erica Oyama            | 2,92 Mio.       |
| 99         | 20        | Mein Freund Osvaldo            | Nerd Watching                      | 29. März 2019        | 29. Aug. 2019                         | Kristin Rapinchuck | Keith Heisler          | 2,55 Mio.       |
| 100        | 21        | Ohne Eddie ist alles doof      | Under the Taipei Sun               | 5. Apr. 2019         | 30. Aug. 2019                         | Chris Koch         | Jeff Chiang            | 3,05 Mio.       |
| 101        | 22        | Der Cheeseburger-Bengel        | No Apology Necessary               | 12. Apr. 2019        | 30. Aug. 2019                         | Josh Greenbaum     | Matt Kuhn              | 3,08 Mio.       |

## Staffel 6
Die Erstausstrahlung der sechsten Staffel war vom 27. September 2019 bis zum 21. Februar 2020 auf dem US-amerikanischen Fernsehsender ABC zu sehen. Es wird die letzte Staffel der Serie sein. Die deutschsprachige Erstausstrahlung ist seit dem 26. Februar 2020 beim deutschen Pay-TV-Sender ProSieben Fun zu sehen.
| Nr. (ges.) | Nr. (St.) | Deutscher Titel               | Originaltitel                 | Erstausstrahlung USA | Deutschsprachige Erstausstrahlung (D) | Regie              | Drehbuch               | Zuschauer (USA) |
| ---------- | --------- | ----------------------------- | ----------------------------- | -------------------- | ------------------------------------- | ------------------ | ---------------------- | --------------- |
| 102        | 1         | Ziemlich beste Freundinnen    | Help Unwanted?                | 27. Sep. 2019        | 26. Feb. 2020                         | Kourtney Kang      | Cindy Fang             | 2,34 Mio.       |
| 103        | 2         | Die Welt geht unter!          | College                       | 4. Okt. 2019         | 4. März 2020                          | Phil Traill        | Keith Heisler          | 2,32 Mio.       |
| 104        | 3         | Ruhestand? Wieso Ruhestand?   | Grandma’s Boys                | 11. Okt. 2019        | 11. März 2020                         | Sean Kavanagh      | Jeff Chiang            | 2,24 Mio.       |
| 105        | 4         | Das bessere Drei-Viertel      | S’Mothered                    | 18. Okt. 2019        | 18. März 2020                         | Sean Kavanagh      | Emily Cutler           | 2,46 Mio.       |
| 106        | 5         | Drei Evans                    | Hal-lou-Ween                  | 25. Okt. 2019        | 25. März 2020                         | Steven J. Kung     | Josh Kirby & Jon Veles | 2,37 Mio.       |
| 107        | 6         | Der Frauenversteher           | Chestnut Gardens              | 1. Nov. 2019         | 1. Apr. 2020                          | Kristin Rapinichuk | Cory Caplan            | 2,43 Mio.       |
| 108        | 7         | Die Kette des Verderbens      | Practicum?!                   | 15. Nov. 2019        | 8. Apr. 2020                          | Angela Tortu       | Aaron Ho               | 2,36 Mio.       |
| 109        | 8         | Buon Giorno, Piazza!          | TMI: Too Much Integrity       | 22. Nov. 2019        | 15. Apr. 2020                         | Jay Chandrasekhar  | Samantha Riley         | 2,32 Mio.       |
| 110        | 9         | Lou Wants to Be a Millionaire | Lou Wants to Be a Millionaire | 29. Nov. 2019        | 22. Apr. 2020                         | Kim Nguyen         | Kyle Lau               | 2,06 Mio.       |
| 111        | 10        | Jessica Town                  | Jessica Town                  | 13. Dez. 2019        | 29. Apr. 2020                         | Angela Tortu       | Eric Ziobrowski        | 2,29 Mio.       |
| 112        | 11        | Brüder sind dicker als Wasser | A Seat at the Table           | 17. Jan. 2020        | 6. Mai 2020                           | Anya Adams         | Ria Sardana            | 2,39 Mio.       |
| 113        | 12        | Das Naturtalent               | The Magic Motor Inn           | 24. Jan. 2020        | —                                     | Kristin Rapinchuk  | Rachna Fruchbom        | 2,36 Mio.       |
| 114        | 13        | Die Burger-Boys               | Mommy and Me                  | 31. Jan. 2020        | —                                     | Kyle Weber         | Jamie Block            | 2,25 Mio.       |
| 115        | 14        | Arme Sheila                   | Family Van                    | 21. Feb. 2020        | —                                     | Anya Adams         | Talia Bernstein        | 3,00 Mio.       |
| 116        | 15        | Die Helikopter-Mom            | Commencement                  | 21. Feb. 2020        | —                                     | Randall Park       | Matt Kuhn              | 2,39 Mio.       |